# 凤鸣镇 (岐山县)
凤鸣镇，是中华人民共和国陕西省宝鸡市岐山县下辖的一个乡镇级行政单位。

## 行政区划
凤鸣镇下辖以下地区：
凤鸣西路社区、凤鸣东路社区、国营五二三厂社区、陕西开关二厂社区、城北村、朝阳村、杏园村、刘家河村、帖家河村、五里铺村、南吴邵村、北吴邵村、苍颉庙村、北郭村、堰河村、北寨子村、北杨村、陵头村、董家台村、叩村、孝子陵村、太子村、四崖头村、河家道村、刘家原村、朱家原村、温家村、庵里村、大营村、神务村、玉丹村、南郭村、巩寺村、半个城村和八角庙村。